# Плафон

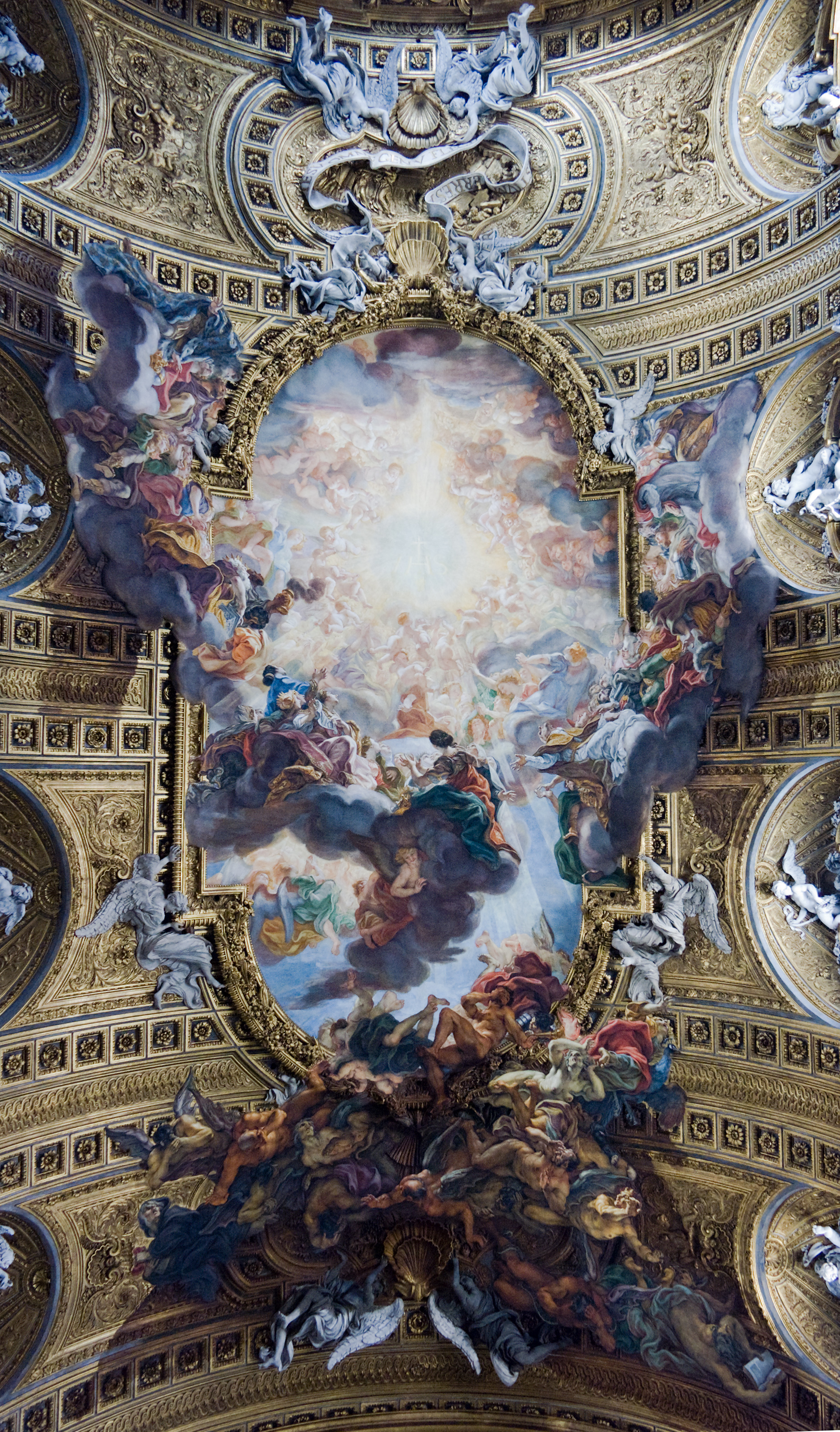
Худ. Джованні Баттіста Гауллі. Плафон стелі церкви Іль Джезу в Римі.

Плафо́н (від фр. plafond — «стеля») — різновид живопису, що прикріпляють на стелю. Плафоном називають як розпис, мозаїку чи ліпнину на стелі, так і саму стелю, прикрашену розписом, мозаїкою або ліпниною.
Мав поширення в XVII-XIX століттях як коштовна оздоба стель в палацах і церквах. Зазвичай використовувався для пласких чи циліндричних склепінь і мав сюжетне чи безсюжетне (орнаментальне) зображення.

## Основи і техніки виконання
Плафон може мати різну основу:
- тиньк, а плафон в техніці фрески
- папір
- полотно
- дерево
- бетон тощо.

- - Техніки виконання:

- клееві фарби
- олійні фарби
- синтетичні фарби
- акварель
- мозаїка
- ліплення
- скульптура (зазвичай рельєфи)

## Трохи історії. Античність

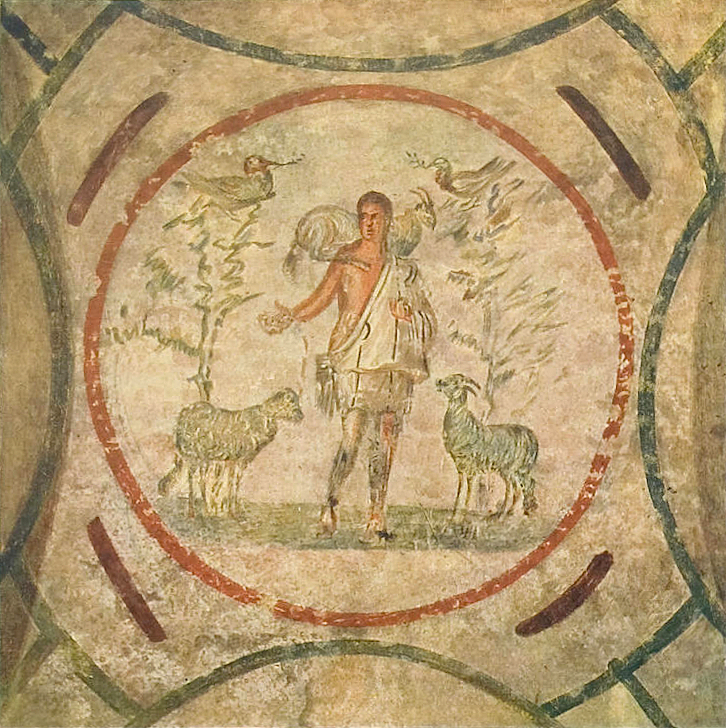
Плафон з зображенням Доброго пастиря. Катакомби Святої Прісцилли

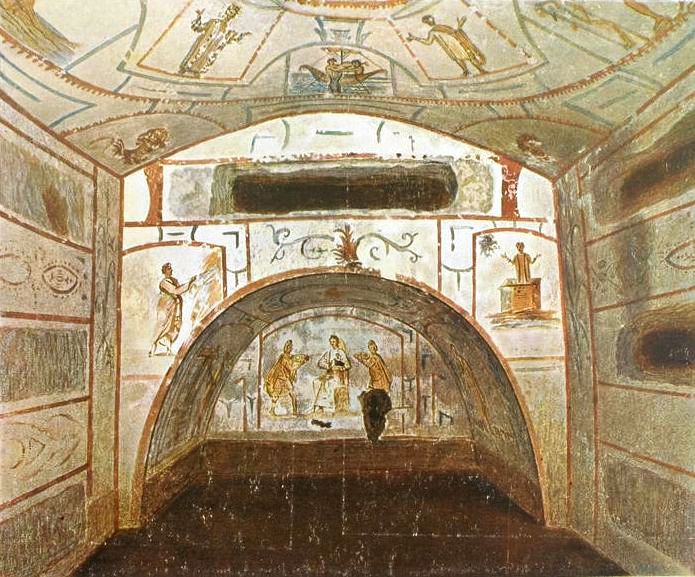
Катакомби в Римі Святих Марцеллінуса і Петра

Прообразом всіх плафонів були розписи в печерах, що збереглися в різних районах світу.
Особливе місце розписи на стелях мали в спорудах Стародавньої Греції та Стародавнього Риму і виконувались в техніках фрески чи мозаїкою.
З часів стародавніх греків збереглося поховання в місті Керч (Крим, Україна), де на стелі в медальйоні художник зобразив обличчя богині родючих сил Деметри. Аби ніхто не плутав, хто саме на плафоні, художник вказав написом ім'я богині. Це не єдине зображення в поховальній камері. Якраз навпроти входу на стіні є залишки стінопису з зображенням бога підземного світу Плутона, що викрав дочку Деметри — Кору і вивіз її колісницею. Отже, зображення Деметри в плафоні сюжетно пов'язане зі стінописом і є фресковим переказом грецького міфу. Плафон відносять до 1 століття до н. е.
Плафон, як і інший живопис, всмоктував нові ідеї і вірування і відтворював їх художніми засобами. Цікавими зразками плафонів стали розписи в катакомбах з першими похованнями первісних християн в Римі. Художники з перших християнських гуртків добре знали плафони в язичницьких спорудах Риму. Тому запозичили багато елементів з них (медальйони, гірлянди тощо), але додавали монограми Христа чи малювали свого бога у вигляді Доброго пастиря, його обличчя з німбом тощо.

## Плафони в Венеції. Доба Відродження

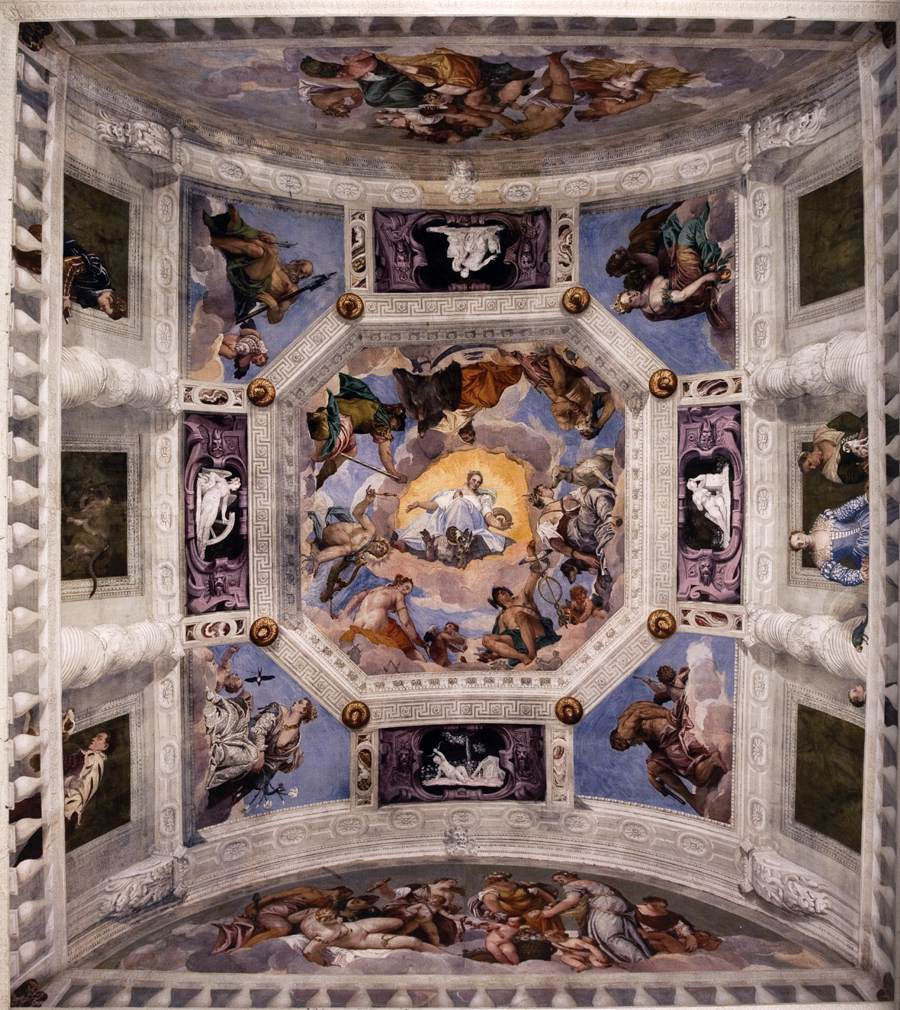
Худ. Веронезе. Вілла Барбаро, плафон «Боги Олімпа»

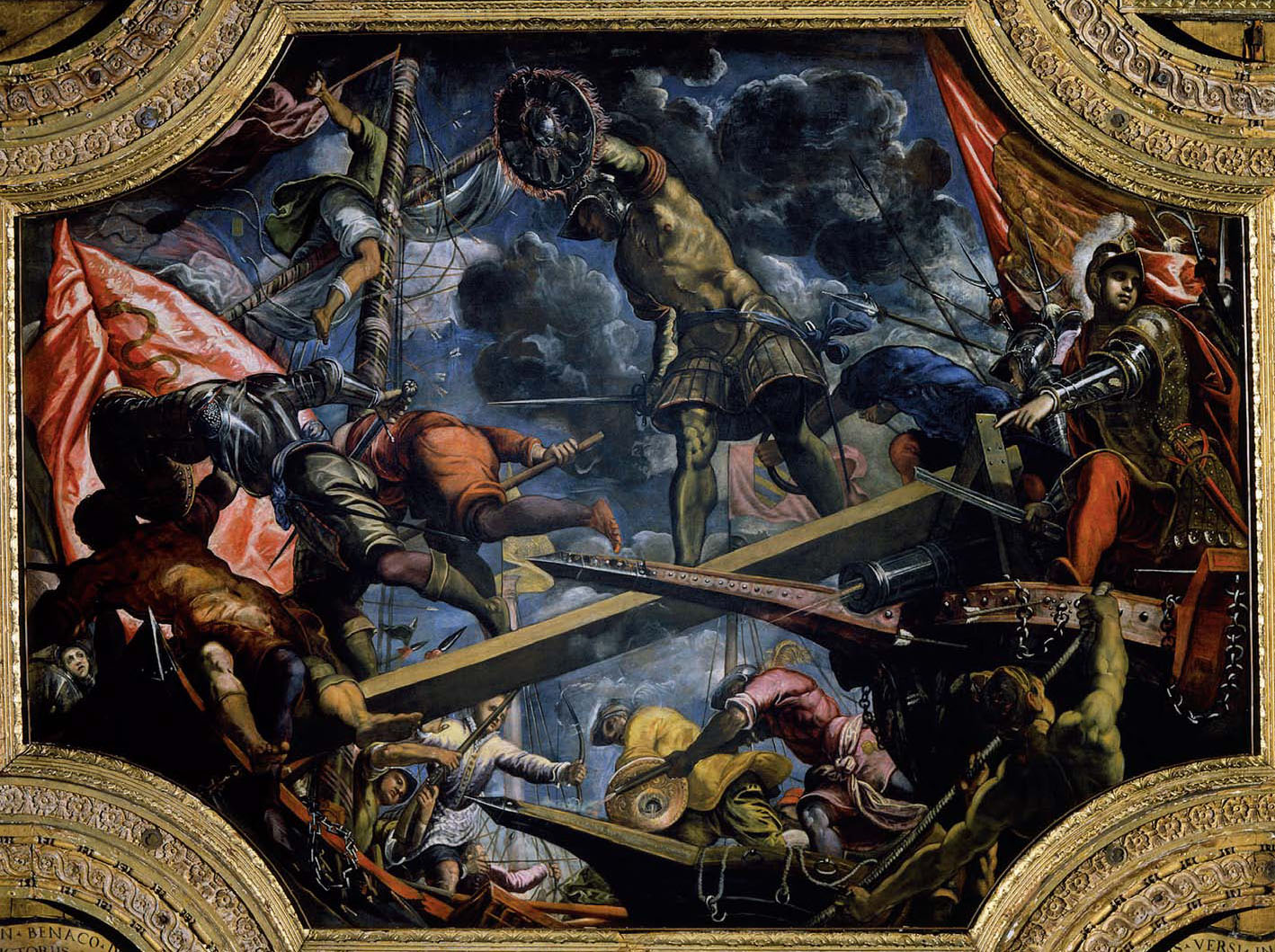
Зразок плафону пензля Тінторетто. Палац дожів, Венеція.

Італійці приділяли велику увагу оздобам стелі, тому плафони різних типів знайшли в країни своїх палких прихильників і серед художників, і серед споживачів і глядачів.
Художньо довершені зразки плафонів залишили художники міста Венеція 16 століття. Веронезе і Тінторетто неодноразово створювали багатофігурні плафони в різних будівлях — приватних чи суспільних.
Паоло Веронезе отримав замову на фрески вілли Барбаро. На циліндричному склепінні одної зали він і створив багаточастинний плафон. Усі зображення пов'язані з восьмикутною фрескою з зображенням богів Олімпу і їх атрибутами. Кожне зображення відокремлене стрічками з орнаментом і має ясну, тектонічну побудову. Цікавим було включення в плафон портрету реальної господині вілли в синій сукні та її старої служниці, імітації балюстради, колон та пишних архітектурних оздоб і навіть тіней від неіснуючої архітектури.
Свій зразок плафону, не розділеного на частини, створив Тінторетто для палацу дожів в Венеції з зображенням баталії. Бурхливі рухи персонажів посилені використанням сильного ракурсу, майстром якого був Тінторетто.

## Аннібалє Каррачі і галерея палацу Фарнезе

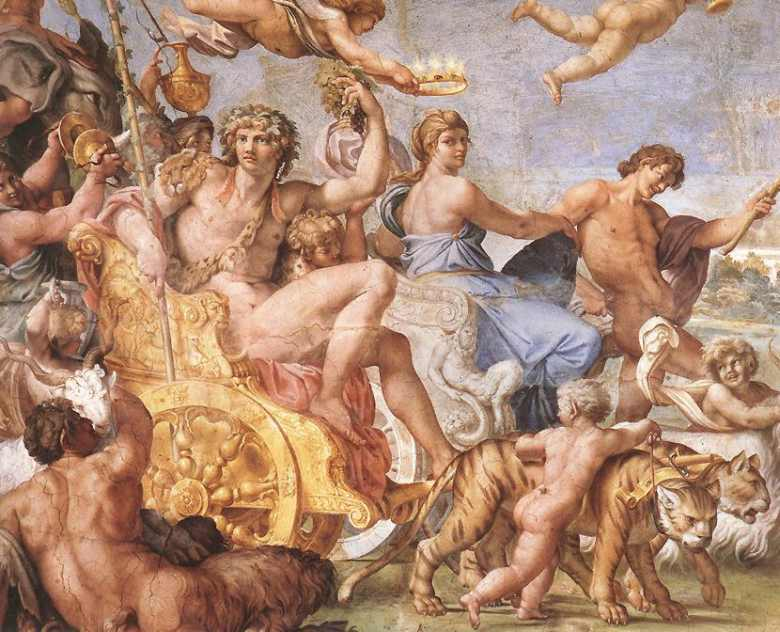
Тріумф вакха і Аріадни. Галерея палацу фарнезе

По запрошенню кардинала Одоардо Фарнезе в Рим прибув художник Аннібале Каррачі (1560—1609). Кардинал замовив йому фрески в галереї свого палацу. Вісім років витратив художник на створення фресок. Вони стали новим словом в створенні палацового декору, де засобами живопису відтворені ліплення, архітектурні деталі, бронзова скульптура, рами картин і самі картини. Циліндричне склепіння галереї прикрасили плафони з оригінальними композиціями Аннібале Каррачі на сюжети «Метаморфоз» Овідія. Фрески мали успіх і відкрили в Римі добу ілюзіонізму в створенні плафонів. Композиції Каррачі вивчатимуть як послідовники бароко, так і класицизму.
Розвиток математичних знань і італійської перспективи відкрив художникам шлях до створення ілюзії глибини як вперед, так і вверх.

## Плафони доби бароко

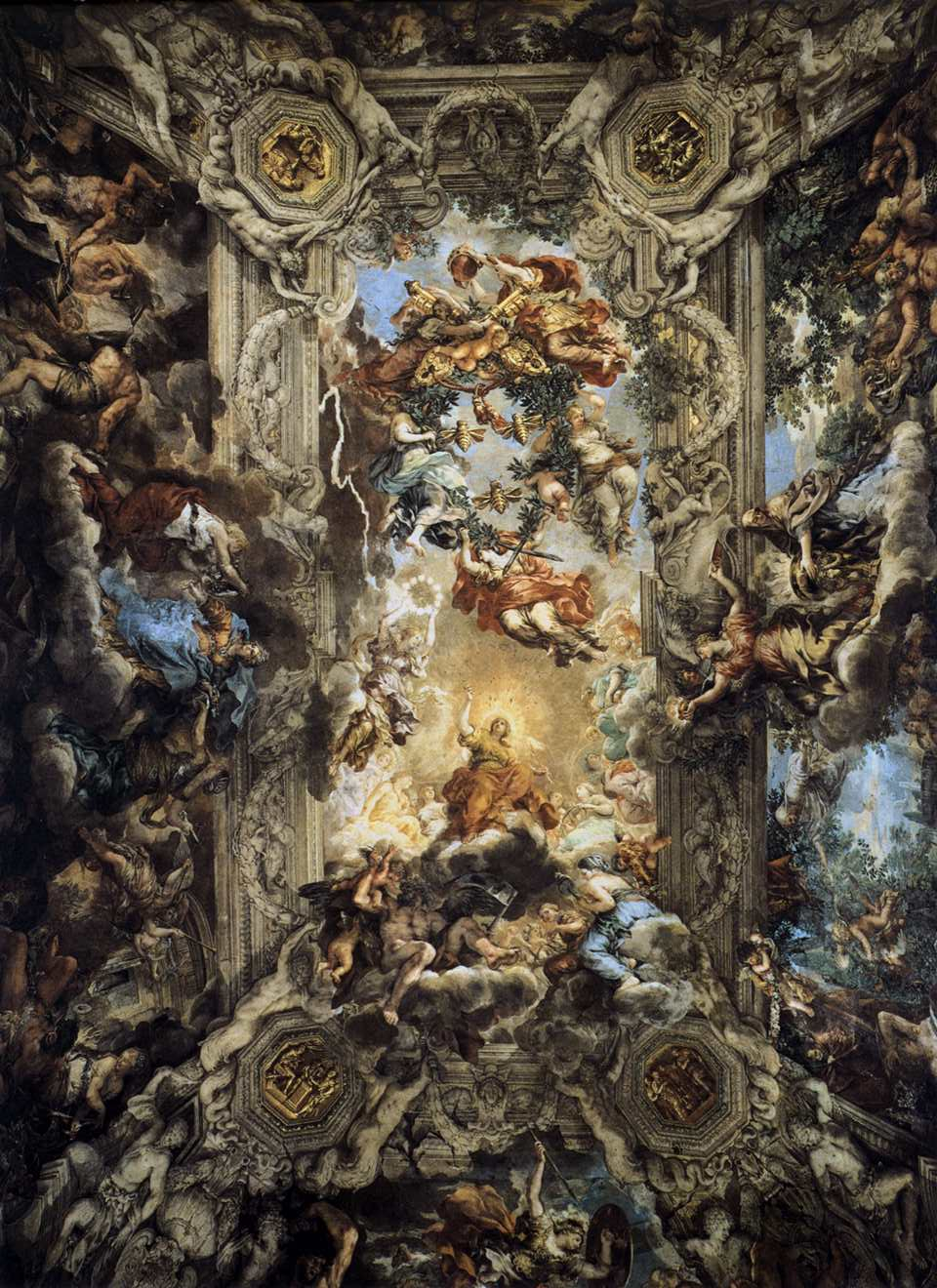
Худ. П'єтро да Кортона. Плафон палацу Барберіні, Рим.

Папський престол в Римі у 1623 р. посів Урбан VIII, що зажадав перетворити свою столицю на пишній центр католицизму. Розпочалося будівництво нових розкішних церков і палаців, які рясно прикрашали скульптурами, фресками і плафонами. Серед видатних італійських творців плафонів були :
- П'єтро да Кортона (1596—1669)
- Джованні Баттіста Гауллі (1639—1709)
- Андреа Поццо (1642—1709)
- Лука Джордано  (1632—1705)
- Джованні Баттіста Тьєполо (1696—1770)

тощо

## Пізнє бароко і рококо
Скорочення будівництва і вступ Італії в економічну і політичну кризу спонукав багатьох італійських майстрів емігрувати чи роками працювати в інших країнах. Багато серед них було і художників — майстрів створення плафонів. Тільки в Петербурзі (Російська імперія) протягом XVIII століття робила ціла армія творців плафонів в стилістиці пізнього бароко і рококо. Палаци і палацові церкви Петербурга і передмість і досі своєрідний музей плафонів, як замовлених в Італії чи Франції, так і створених в столиці, де є твори :

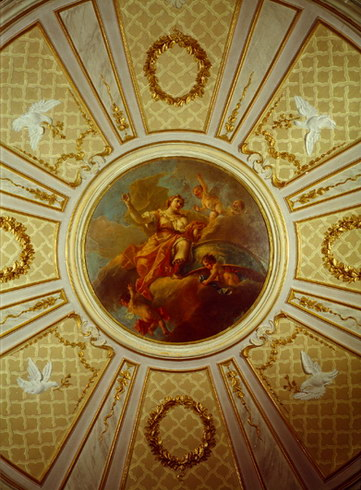
Ораніенбаум. Китайський палац. Плафон художника Гаспаро Діциані «Алегорія Географії»

- Бартоломео Тарсіа (Петергоф (палацово-парковий ансамбль))
- Філіппа Пільмана (Меншиковський палац)
- Джузеппе Валеріані (Зимовий палац)
- Франческо Фонтебассо
- П'єтро Градіцци
- Франческо Анжелі
- П'єтро Гонзага (палац в Павловську)

Тільки в одному Китайському палаці Оранієнбаума під Петербургом збережено плафони з алегоріями
- Джакомо Гварано (або Гуарано, 1720—1808)
- Стефано Тореллі (1712—1784)
- Гаспаро Діціані (1689—1767)
- Д.Піттоні
- С.Бароцци
- Д.Маджотто
- Ф.Цуньо

Був тут і невеликий плафон пензля Джованні Баттіста Тьєполо.

## Плафони російського класицизму
Російський класицизм був часом надзвичайного поширення будівництва і надзвичайного здешевлення всіх засобів декорування. Від коштовних плафонів олійними фарбами почали відмовлятися чи використовували ті, що вже були в сховищах (палац в передмісті Гатчини). Коли пожежа 1837 року пошкодила плафон над Йорданськими сходами Зимового палацу, новий плафон просто узяли з запасів.
Поширення на плафонах отримали малоцікаві алегорії, боги римського чи грецького пантеону і рослинні орнаменти і візерунки. Відмова від олійних фарб спонукала звернення до дешевих технік клеєвими фарбами чи навіть акварелі на папері (деякі плафони в садибі Останкіно, де багато бутафорії замість мармуру, бронзи, плафонів олійними фарбами). Чим далі від столиць, тим більш дешевими і біднішими були плафони і засоби декору взагалі.

## Плафони доби еклектики (історизму) 19 століття

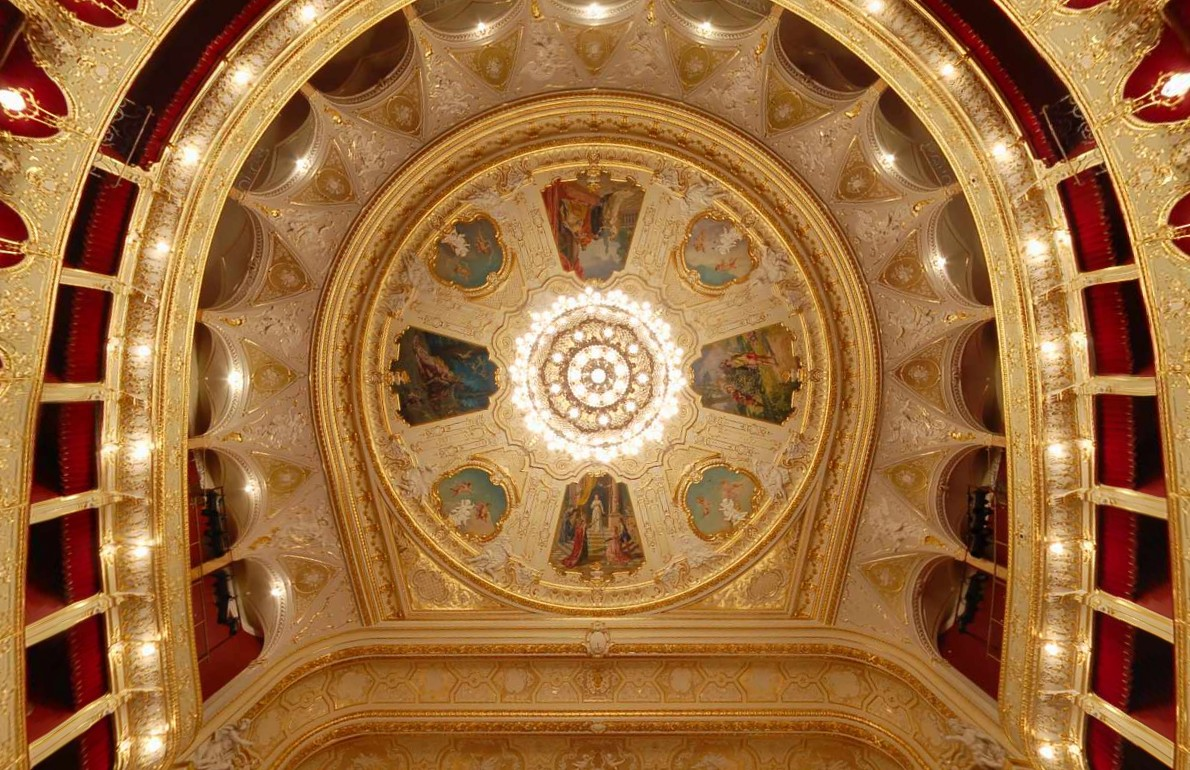
Худ. Лефлер. Плафон театру в Одесі.

Все частіше плафони створювали лише для театральних зал, побудованих в історичних стилях. Дещо типовим було створення плафонів в новому театрі міста Одеса. Театральні вистави спонукали звернення художника з Відня Лефлера до драм Шекспіра. І плафон театру в Одесі прикрасили сцени з вистав «Гамлет», «Сон в літню ніч», «Зимова казка», «Як вам це сподобається» в стилі академізм.
Іноді замови на плафон отримували і сучасні художники для залів з історичними оздобами (плафон пензля Барбудо Санчеса «Двобій Дон Кіхота з вітряками» для Золотого кабінету палацу Ханенко, Київ). Але це були швидше винятки.

## Плафони в XX столітті
Плафон як живопис не щез і в XX столітті. Бурхливі зміни в суспільстві і технічні революції не заперечили використання плафонів. І вони перемістились з приватних палаців чи театрів в суспільні і транспортні заклади — інститути (актові зали), робітничі і сільські клуби, вокзали, станції метро.
Плафони в XX столітті створювали:
- Лансере Євген Євгенович (1875—1946)

- Дейнека Олександр Олександрович(1899—1969) (мозаїки станцій метро Москви «Новокузнецкая» та «Маяковская»)

Плафон у Будинку техніки (Луганськ)

Плафон у Будинку техніки (Луганськ)

- Корін Павло Дмитрович(1892—1967)